# 태웅 (가수)
태웅(본명: 유태웅, 行友泰雄, 1994년 5월 24일 ~ )은 일본의 가수이자 배우로 대한민국 보이 그룹 스누퍼의 리더와 리드래퍼를 말고 있다.

## 학력
- 광명북중학교
- 광명고등학교
- 서울예술대학교 연기과

## 출연작

### 영화
- 강철중 : 공공의 적1-1 (2008) - 이요한 역
- 운수좋은 날 (2005)
- 안녕, 형아 (2005) - 한이 친구 1 역
- 까불지마 (2004)

### 뮤지컬
- 피터 팬 (2003) - 노래하는 스토리텔러 역

### TV 드라마
- 은주의 방(2018) - 심승준 역
- 별에서 온 그대(2014)
- 환상거탑 (2013) - 선호 역
- 탐나는 도다 (2009) - 한필립 역
- 조선추리활극 정약용 (2009) - 특별출연
- 내여자 (2008) - 어린 김현민 역
- 쑥부쟁이 (2008) - 영종 아들 역
- 코끼리(2008)
- 왕과 나 (2008) - 어린 최자치 역
- 대왕세종 (2008) - 어린 효령대군 역
- 적루몽 (2007)
- 케세라세라 (2007)
- 깜근이 엄마 (2006) - 재영 역
- 여우야 뭐하니 (2006) - 어린 박철수 역
- 점프 2 (2006) - 이광복 역
- 대조영(2006) - 고사계 아들 고선지 역
- 내손을잡아요 (2005) - 영수 역
- 루루공주 (2005) - 어린 고선 역
- 용서 (2004) - 세진 역
- 토지 (2004)
- 울라불라블루짱 (2004)
- TV소설 찔레꽃 (2003)
- 매직키드 마수리 (2002)

### 광고
- 오뚜기 - 뿌셔뿌셔 (2007)